# Gideon C. Moody
Gideon Curtis Moody (né le 16 octobre 1832 à Cortland dans l'État de New York et mort le 17 mars 1904 à Los Angeles en Californie) est un homme politique américain. Membre du Parti républicain, il est Sénateur des États-Unis pour le Dakota du Sud entre 1889 et 1891.

## Biographie
Moody est membre de la Chambre des représentants de l'Indiana avant de s'engager pour combattre pour l'Union lors de la Guerre de Sécession. Membre des conventions qui mènent à la création du Dakota du Sud, il est élu pour être l'un de leurs premiers sénateurs. Il perds son siège deux ans plus tard.